# Skive Idræts-Forbund
Skive Idræts-Forbund (eller Skive IF, SIF) var en paraply-organisation for idrætsforeninger i den tidligere Skive Kommune, som repræsenterede dets medlemmer og deres interesser overfor Skive Kommune. Foreningens bestod i 2004 af 53 medlemsforeninger med i alt 11.776 medlemmer . Denne forening blev genstiftet den 28. februar 1972 og afholdt den sidste ordinære generalforsamling (den 35. i rækken) i den 28. februar 2007. Som resultat af kommunesammenlægningen opløstes foreningen. I stedet er den nystiftede Skive Idræts Samvirke fremover idrættens paraply-organisationen og talerør i de fire sammenlagte kommuner i Skive Kommune.
Foreninger i Skive Kommune, som havde sport og idræt på deres program og var medlem af Danmarks Idræts-Forbund, Danske Gymnastik- og Idrætsforeninger eller blot åbne foreninger, havde mulighed for at blive optaget som medlem.
SIF uddelte årligt en række hæderspriser, der blev betragtet som værende den højeste hæder, en idrætsaktiv i Skive Kommune kan modtage. Med hæderen for Året Idrætsudøver i Skive Kommune (uddelt sidste gang i 2006), fulgte GUN-pokalen, som var opkaldt efter en sportsjournalist. En anden hæder var Årets idrætsleder.

## Foreningens medlemmer
Listen over de tidligere medlemmer  af Skive Idræts-Forbund:
| - Boldklubben af 1983 - Bowlingklubben Skibonitten - Bowlingklubben Skive - Faldskærmsklubben West Jump - CSKA Skive - Hem-Hindborg-Dølby Idrætsforening - Hem Skytteforening - HSV Ski Club - Højslev Kirkeby Idrætsforening - Højslev Station Idrætsforening - Idrætsforeningen Skive Garnison - Nr. Søby Idrætsforening - Røde Stjerne FC - Rønbjerg Ungdoms- og Idrætsforening - Skive Atlet Club - Skive Atletik og Motionsklub - Skive Basketball Klub - Skive Bordtennisklub | - Skive Cykleklub - Skive Dart Club - Skive Floorball Klub - Skive Fodbolddommerklub - Skive Forenede Håndboldklubber - Skive Forenede Volleyballklubber - Skive Gators - Skive Golfklub - Skive Gymnastikforening - Skive Handicap Idrætsforening - Skive Idræts Klub - Skive Judo Klub - Skive Kammeraternes Sportsklub - Skive KFUM og KFUK Idræt - Skive Linedane - Skive og Omegns Firmaidræt - Skive Pistolklub - Skive Politis Idrætsforening | - Skive Rideklub - Skive Roklub - Skive Sejlklub - Skive Seminariums Boldklub - Skive Skytteforening - Skive Sportsdanserforening Fremad - Skive Svæveflyveklub - Skive Svømmeklub Poseidon - Skive Teakwondoklub - Skive Tennisklub - Skive Vandski Klub - Skive Windsurfing Klub - Skive-Resen Badmintonklub - Skiveegnens Sortkrudtskytter - Uldtotterne Idrætsforening - Ørslevkloster Idrætsforening - Ørum Skytte og Idrætsforening |

## Ekstern henvisning
- Skive IFs officielle hjemmeside Arkiveret 6. februar 2007 hos  Wayback Machine